# Mammillaria dixanthocentron
Mammillaria dixanthocentron (укр. Мамілярія диксантоцетрон) — сукулентна рослина з роду мамілярія (Mammillaria) родини кактусових (Cactaceae).

## Етимологія

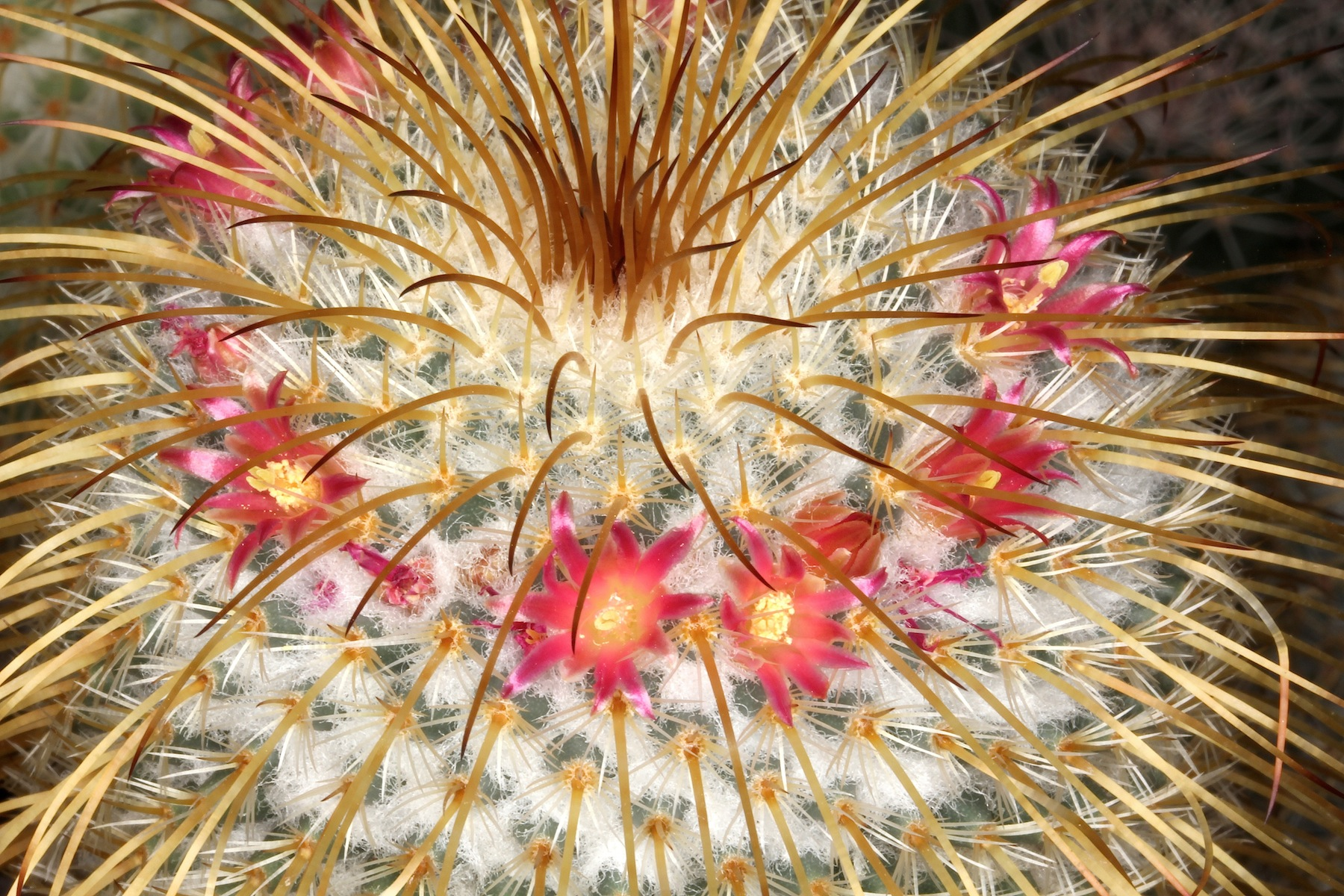
Квітуча Mammillaria dixanthocentron

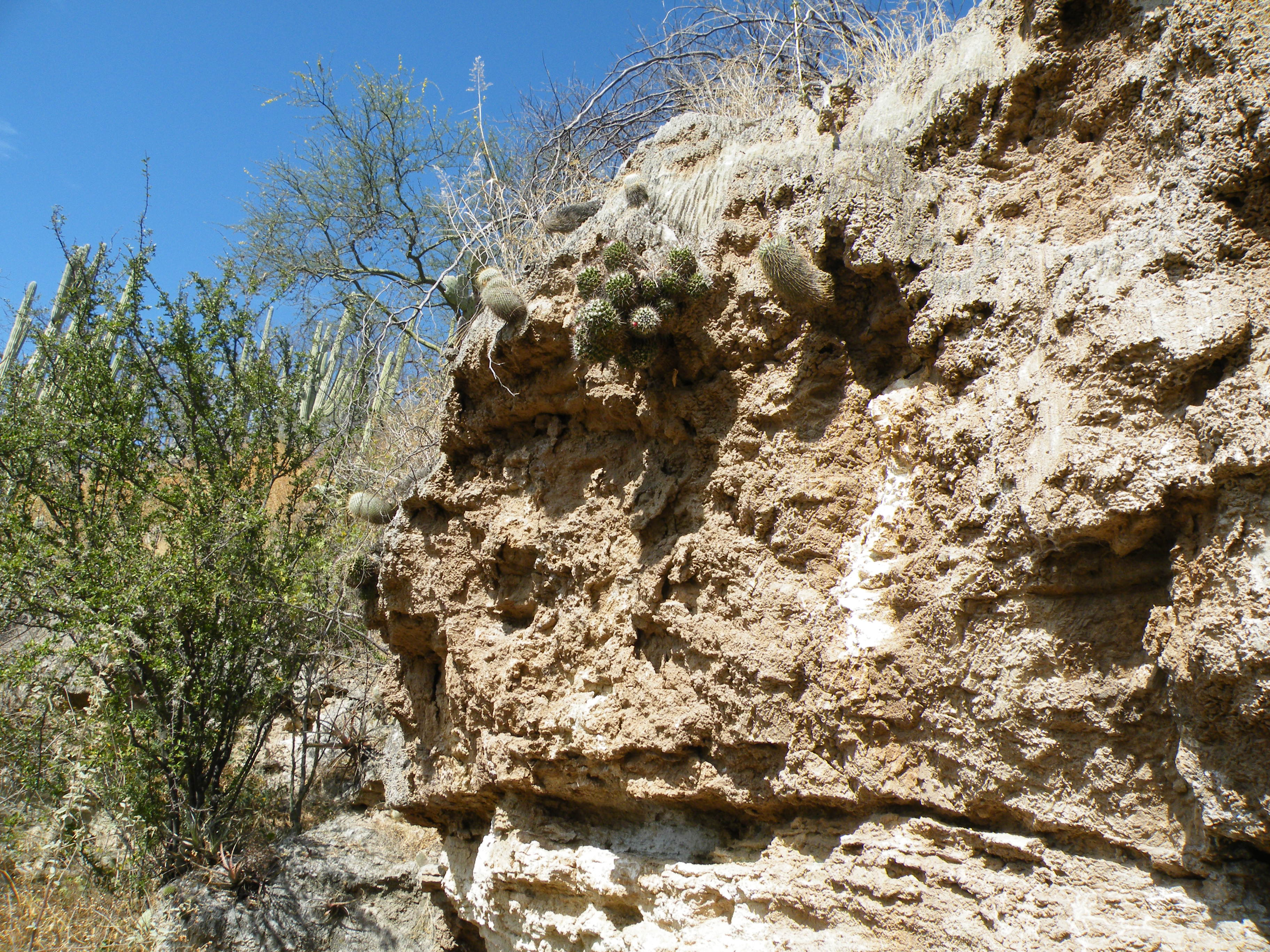
Mammillaria dixanthocentron на вапнякових схилах у штаті Оахака на висоті 2 150 м над рівнем моря

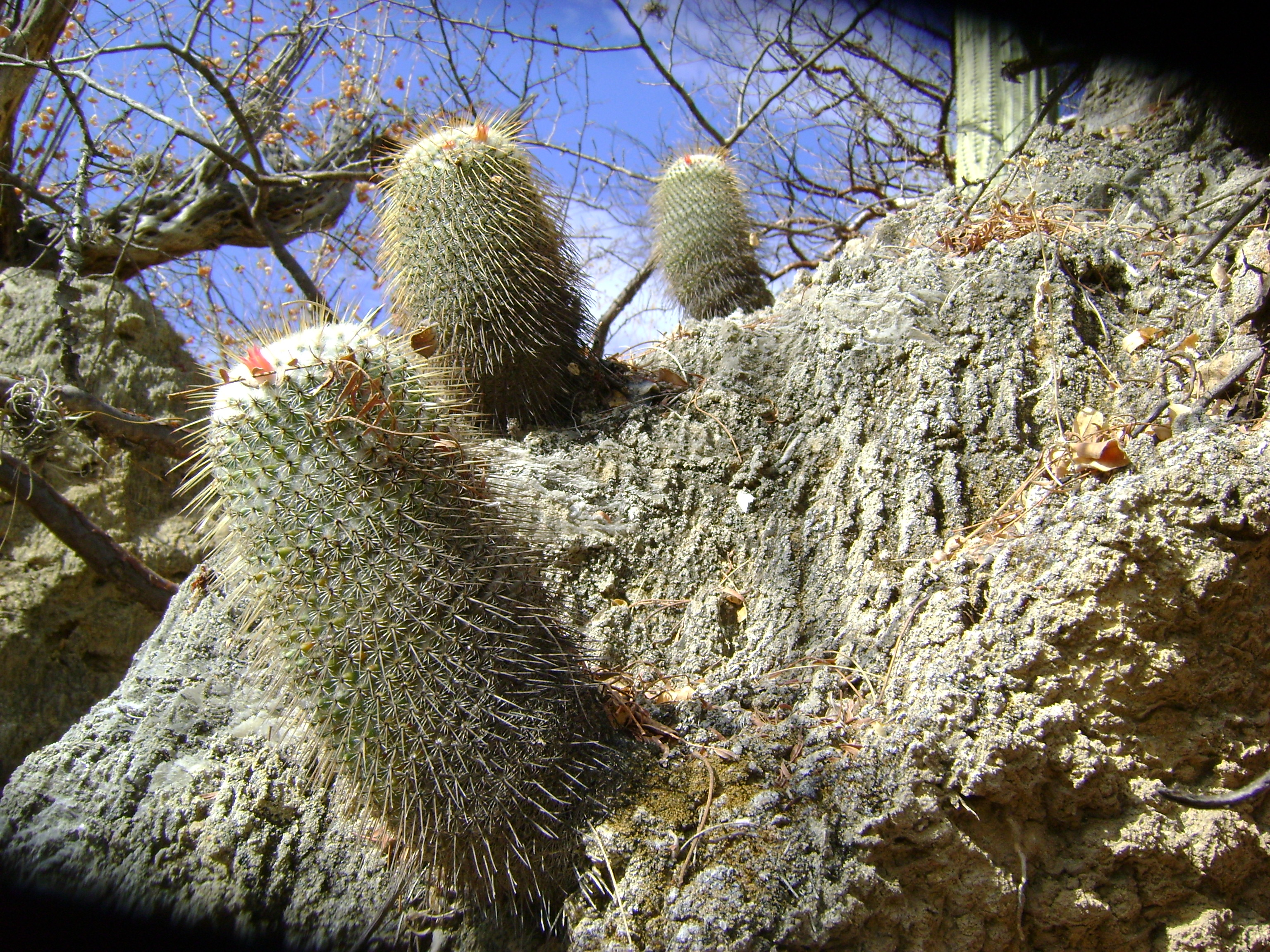
Mammillaria dixanthocentron в природних умовах у штаті Оахака

Видова назва походить від лат. di, що означає подвоєну кількість, грец. ζανθος (xanthos) — блідо-жовтий і грец. κεντρο (centro) — центр, що разом відноситься до парних центральних блідо-жовтих колючок.

## Ареал
Енденмічна рослина Мексики. Ареал зростання — Мексика, штати Оахака і Пуебла, між містами Теуакан і Оахака-де-Хуарес, на висоті від 500 до 2 000 метрів над рівнем моря.

## Морфологічний опис
Рослина одиночна.
Стебло кульове до коротко-циліндричноме (колоноподібне), до 20 см заввишки, 7-8 см в діаметрі.
Маміли — циліндричні, без молочного соку.
Аксили — спочатку з не великим опушенням, пізніше з кучерявим (зігнутим) сірим опушенням.
Центральних колючок — 2-4, жовті, стають коричневими або білуватими, з темними кінцями, одна верхня колючка довжиною 5 мм, нижні до 15 мм довжиною, одна вище іншої, або вертикально перетинаються, коли їх 4.
Радіальних колючок — близько 19-20, тонкі, білі, 2-4 мм завдовжки.
Квіти маленькі, світло-червоні з рожево-червоними краями.
Плоди — внизу жовті, вгорі помаранчеві.
Насіння — коричневе.

## Охоронні заходи
Mammillaria dixanthocentron входить до Червоного Списку Міжнародного Союзу Охорони Природи видів, з найменшим ризиком (LC).
Відомо, щонайменше, 21 місце зростання, де загальна чисельність рослин складає 348 000 статевозрілих особин. Зростає у біосферному заповіднику Теуакан-Куїкатлан.
Охороняється Конвенцією про міжнародну торгівлю видами дикої фауни і флори, що перебувають під загрозою зникнення (CITES).

## Утримання в культурі
У культивуванні — не найпростіша рослина.
Росте досить повільно, стає колоноподібною.
Після того як рослина досягає 12 або 15 см у висоту, здається що вона сповільнюється в своєму зростанні — це небезпечний час, оскільки при пересадці рослина може загинути.
Рослині не потрібен горщик більше ніж йому треба, достатньо за розміром коренів — не більше.
У культурі буває що рослини значно змінюють колір і довжину центральних колючок і їх стає важко відрізнити від Mammillaria supertexta, у якої вужче стебло і короткі центральні колючки.